# Drysa
Drysa (bělorusky Дрыса) je řeka v Bělorusku (Vitebská oblast). Je to pravý přítok Daugavy. Je 183 km dlouhá. Povodí má rozlohu 6420 km².

## Průběh toku
Odtéká z jezera Drysa a protéká přes celou řadu jezer.

## Vodní režim
Průměrný průtok vody v ústí činí 40 m³/s.

## Využití
Je splavná. V ústí leží město Verchňadzvinsk.